# Prismes basàltics de Santa María Regla
Els prismes basàltics de Santa María Regla són una formació rocosa sobre la qual cau un petit salt d'aigua, localitzats a la localitat de Santa María Regla en el municipi hidalguenc de Huasca de Ocampo (Mèxic).

## Història
Els voltants de la zona de la Regla eren un dels paratges miners més importants del segle xix. El baró alemany Alexander von Humboldt, que va visitar la zona va quedar impressionat pels prismes basàltics i els va dibuixar a llapis el 1803.
Els pintors Johann Moritz Rugendas i François Mathurin Adalbert, van estar a Mèxic entre 1831 i 1834 pintant els prismes basàltics el 1832 i diferents llocs de l'estat d'Hidalgo.
En la campanya turística de 2007 Tretze meravelles de Mèxic —realitzada per TV Asteca i el Consell de Promoció Turística de Mèxic (CPTM)— van ser considerats una de les tretze meravelles naturals del país.
Al voltant dels prismes basàltics s'ha creat un centre de vacances, que compta amb àrees per acampar, asadores, restaurants, safaretjos, pistes esportives i botigues d'artesanies. A més, als voltants s'organitzen passejades a cavall i recorreguts amb llanxa per la presa de San Antonio.

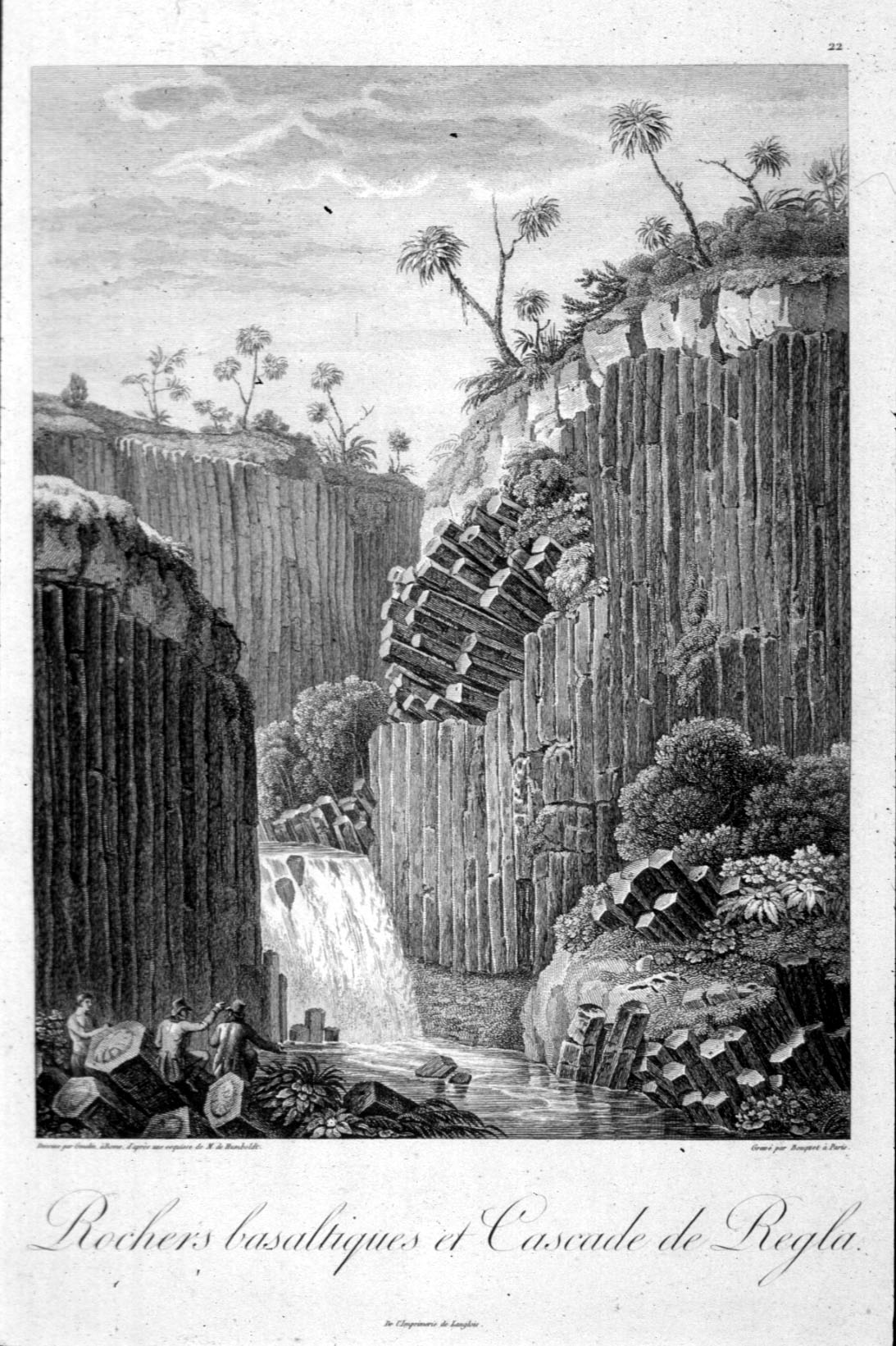
Il·lustració de l'obra: Vista de la Serralada i monuments dels pobles indígenes d'Amèrica, (1810) d'Alexander von Humboldt.
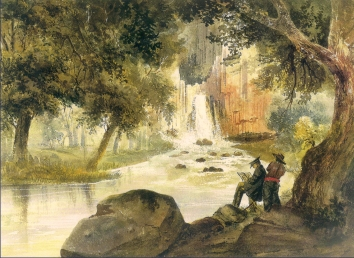
Retrat de Rugendas als prismes basàltics de la hisenda Santa María Regla (1832) per François Mathurin Adalbert (El Baró de Courcy).
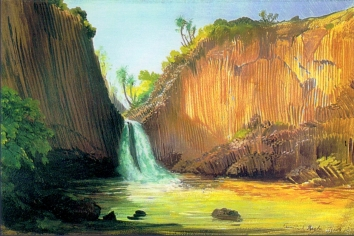
La cascada i els prismes basàltics de Santa María Regla (1832) per Johann Moritz Rugendas.
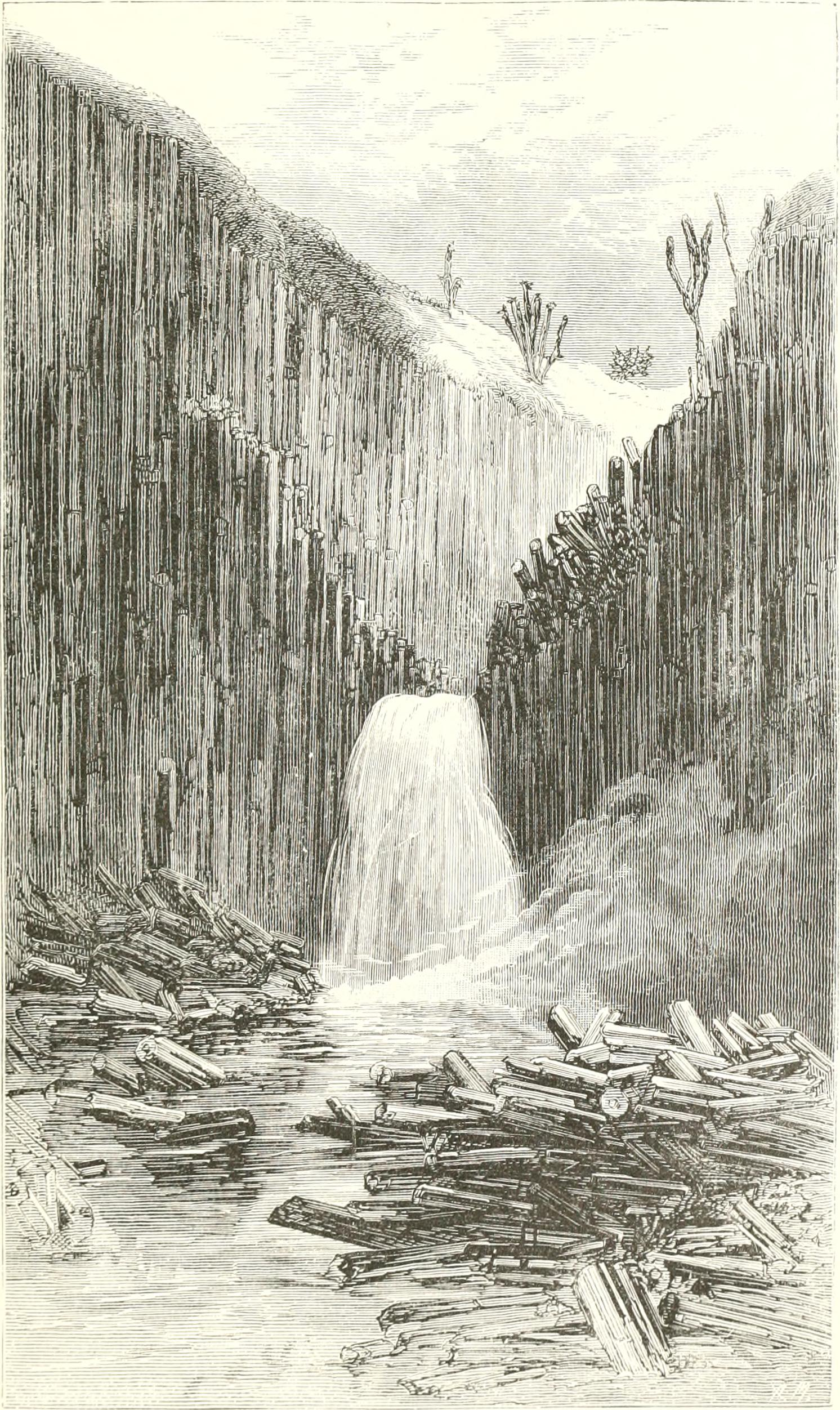
Il·lustració de l'obra: Our next-door neighbor: a winter in Mexico (1875) de Gilbert Haven.
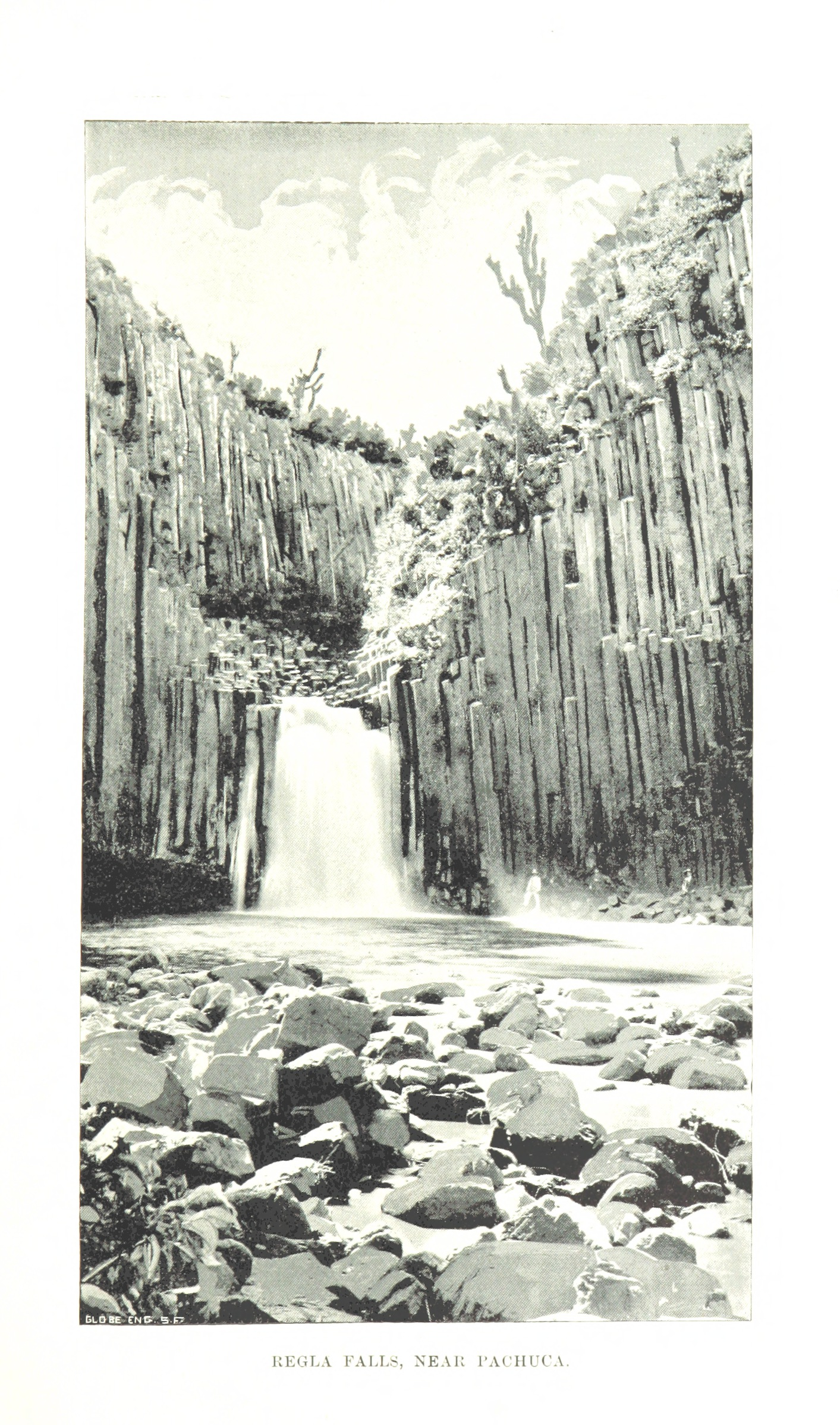
Il·lustració de l'obra: Resources and Development of Mexico (1893) de Hubert H. Bancroft.

## Geologia
Són el resultat del refredament lent de colades de lava fa uns 2.5 milions d'anys, al Gelasià (Plistocè primerenc). D'aquesta manera es van formar les columnes de basalt de 5 o 6 cares, unes en posició vertical i altres horitzontal. Aquestes columnes de basalt decoren les parets de la Barranca de Alcholoya per les quals cauen quatre cascades d'aigua provinent de la presa de San Antonio Regla (antiga hisenda de San Antonio Regla). Tenen una altura aproximada de 40 m, i un diàmetre de 0,8 m.

## Galeria

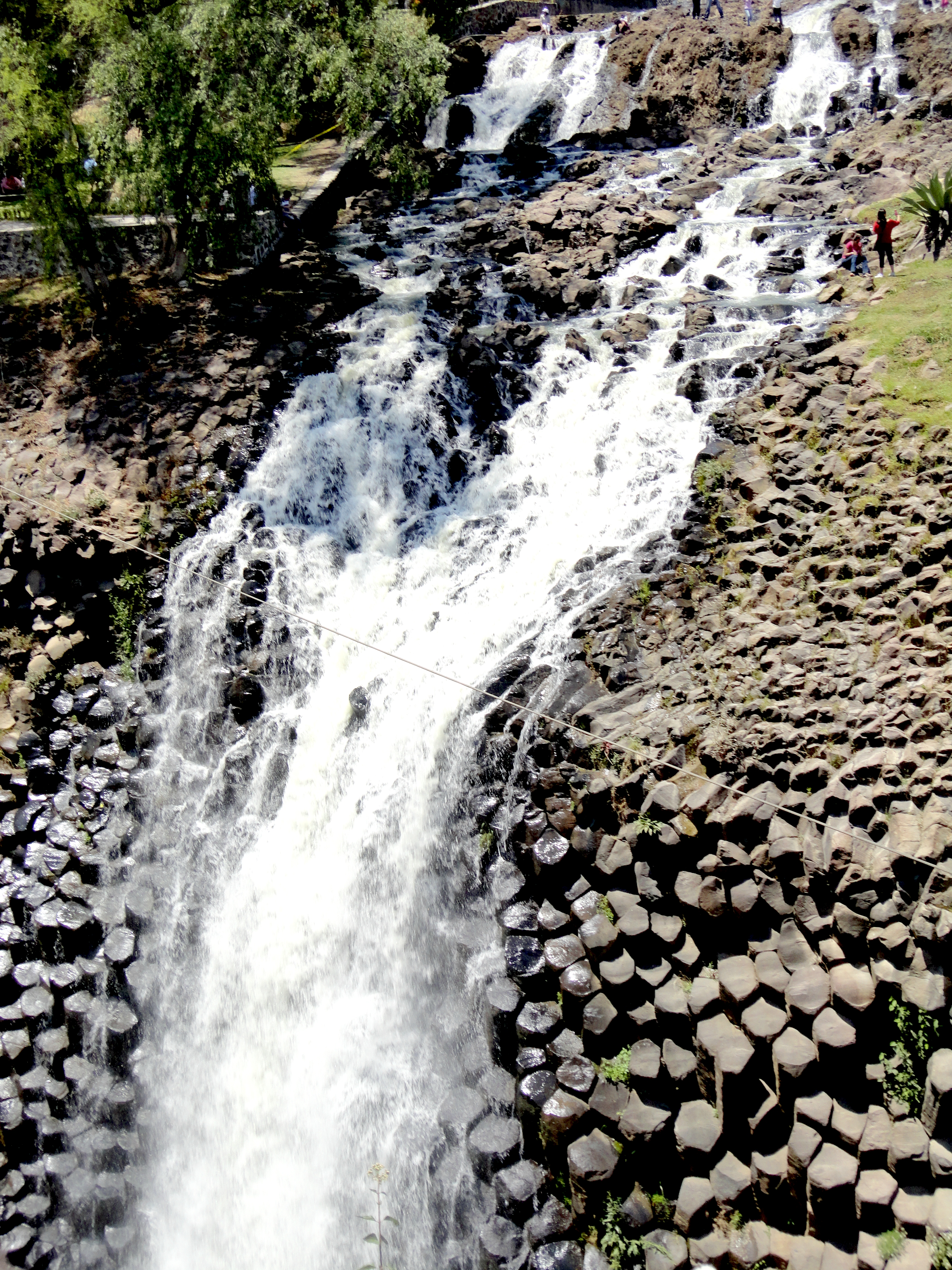
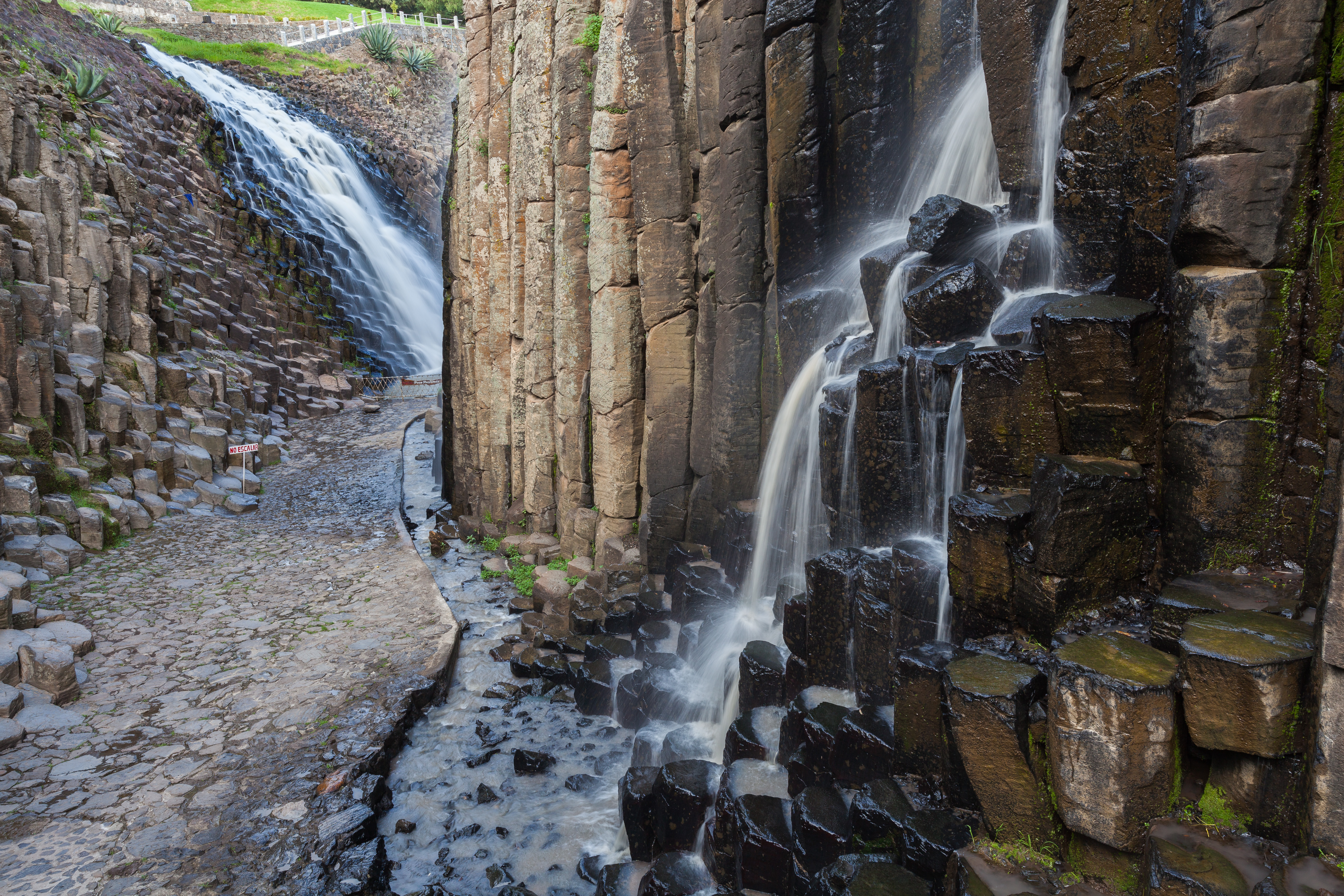
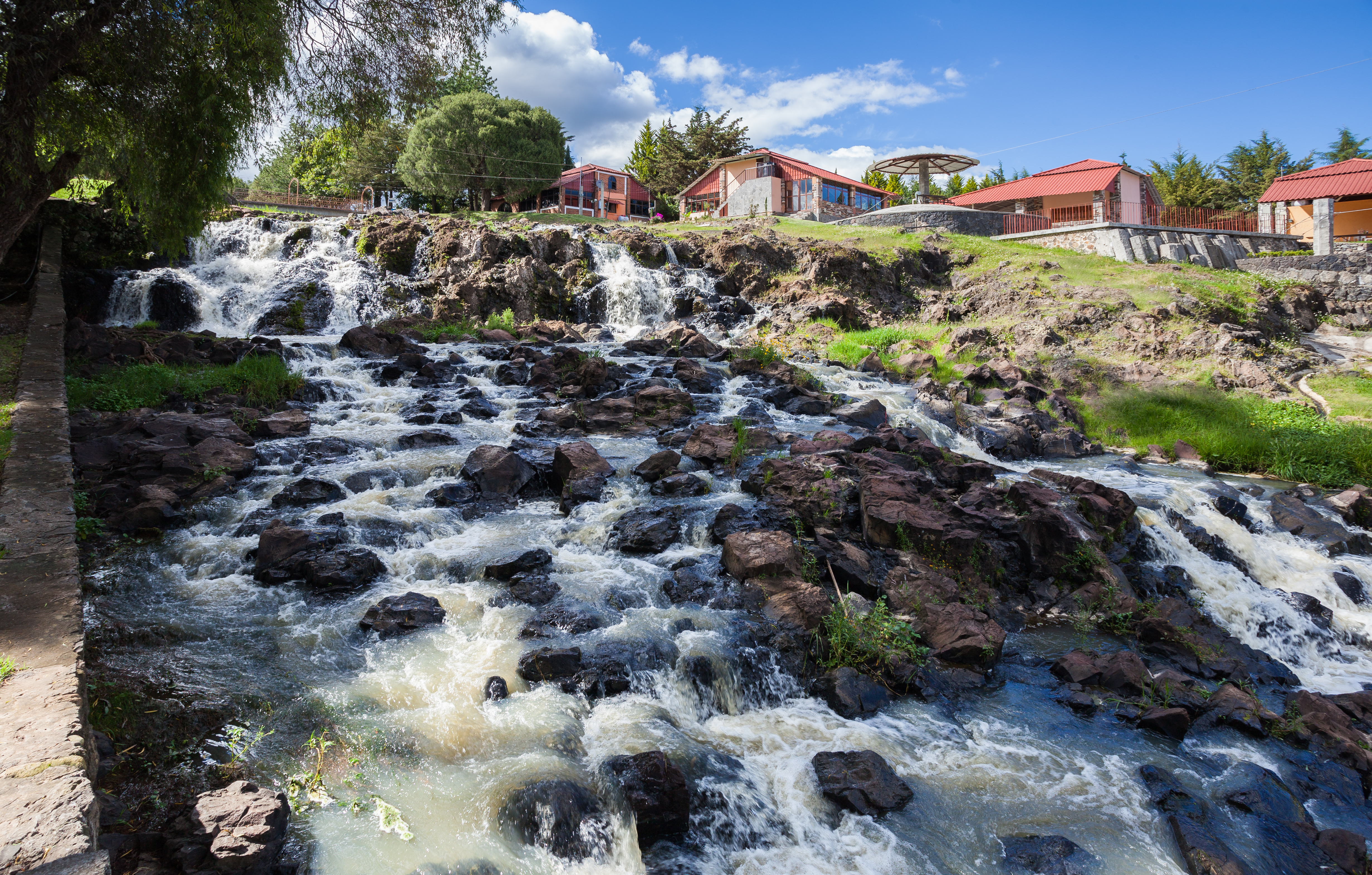
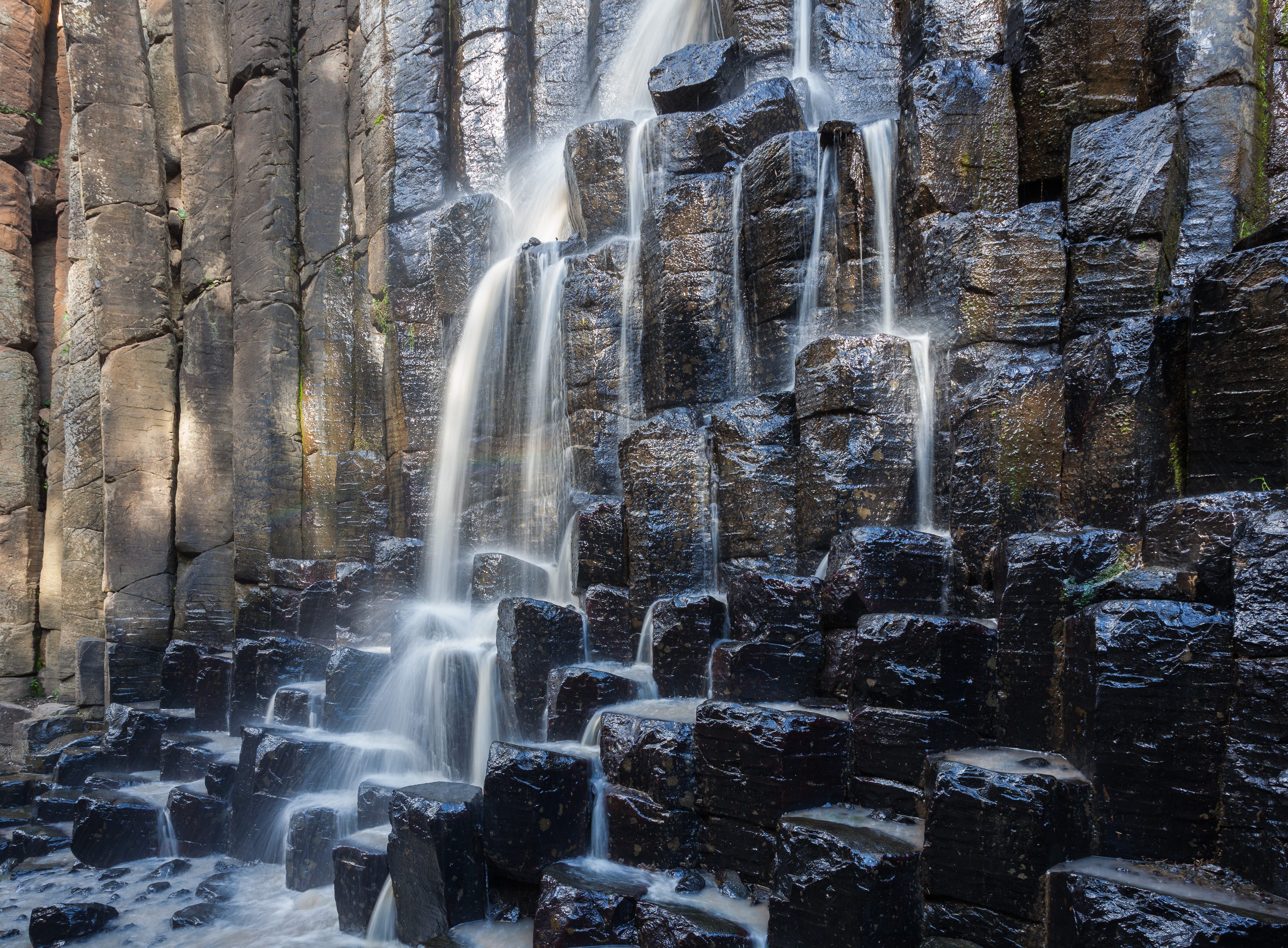
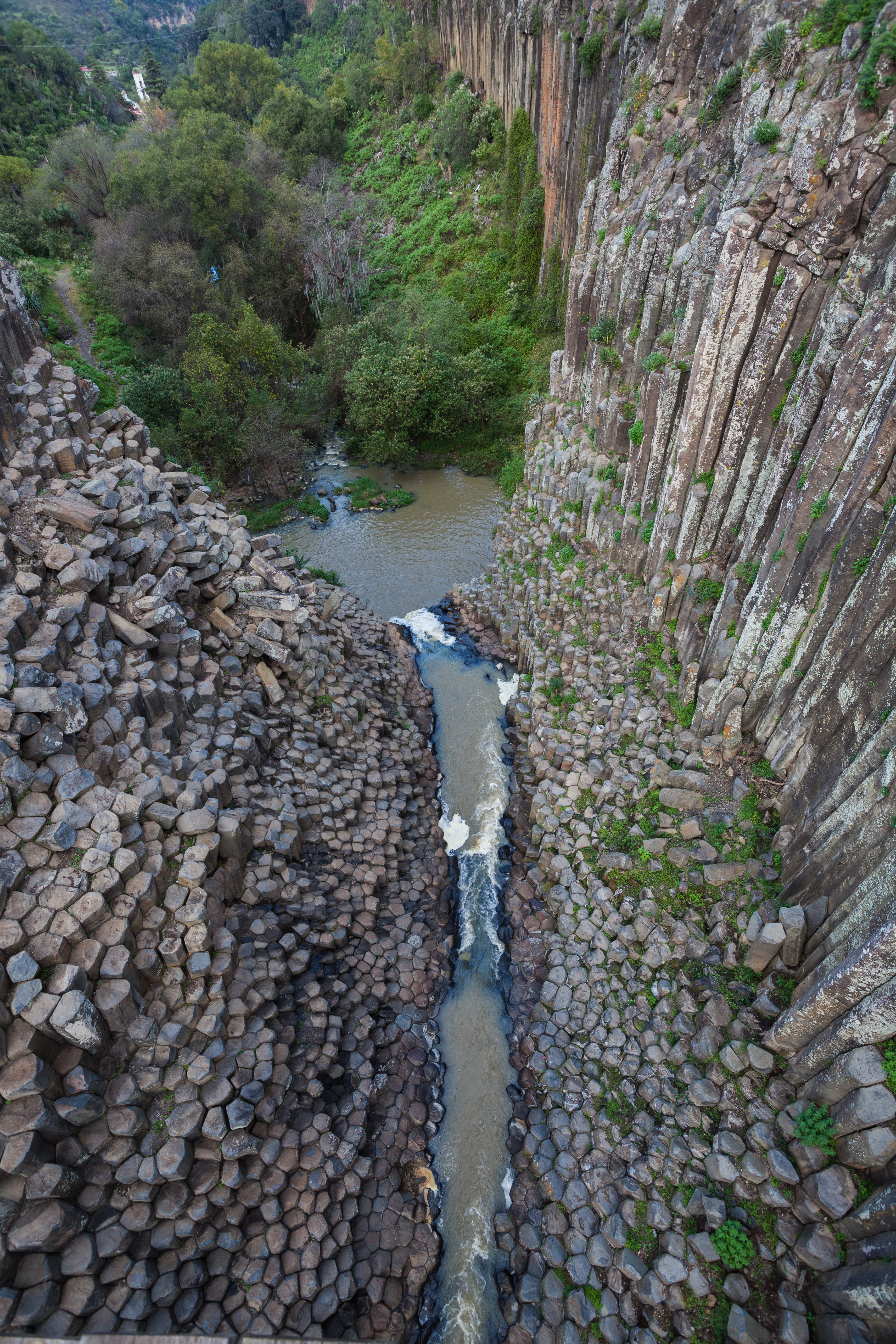
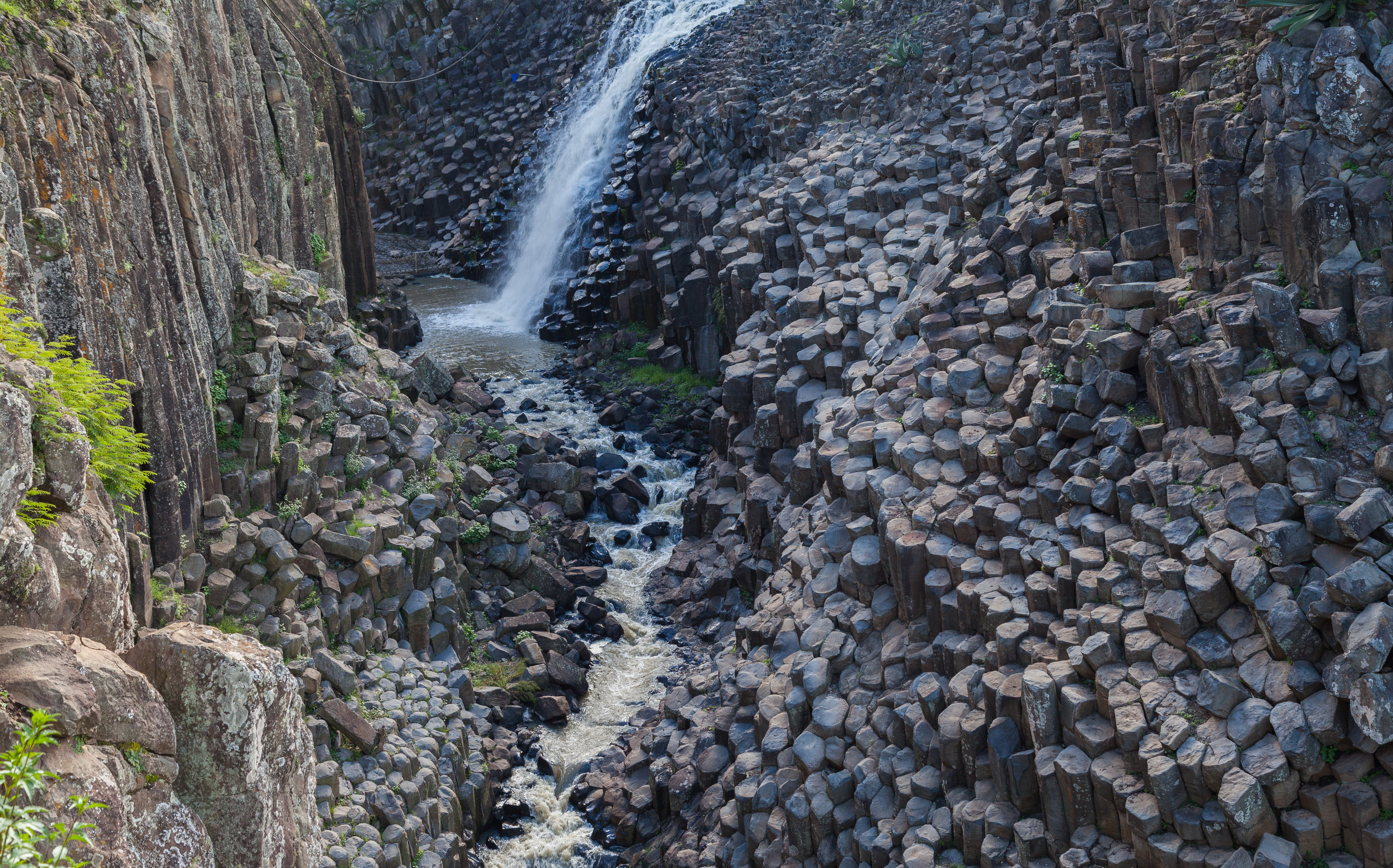
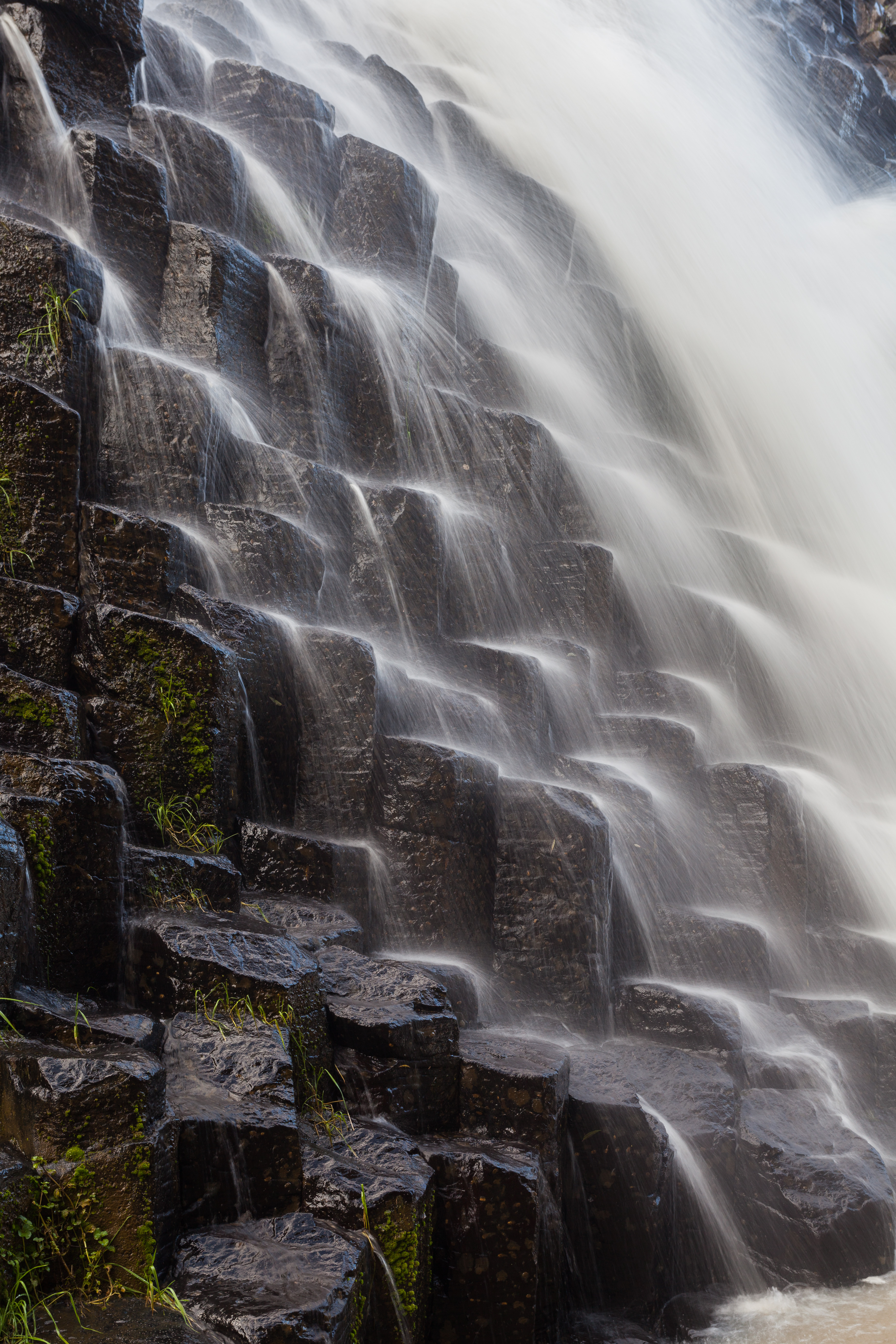
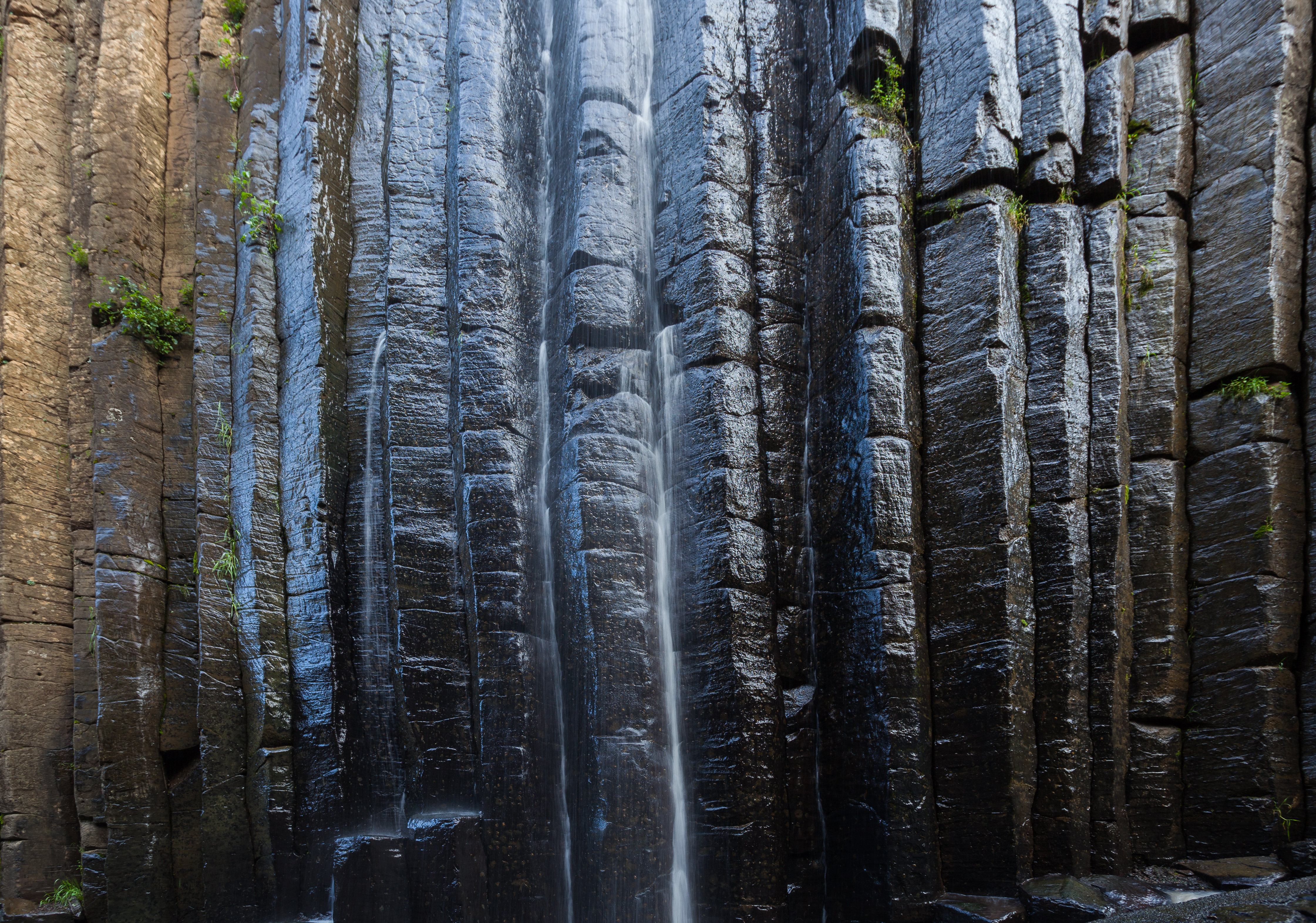
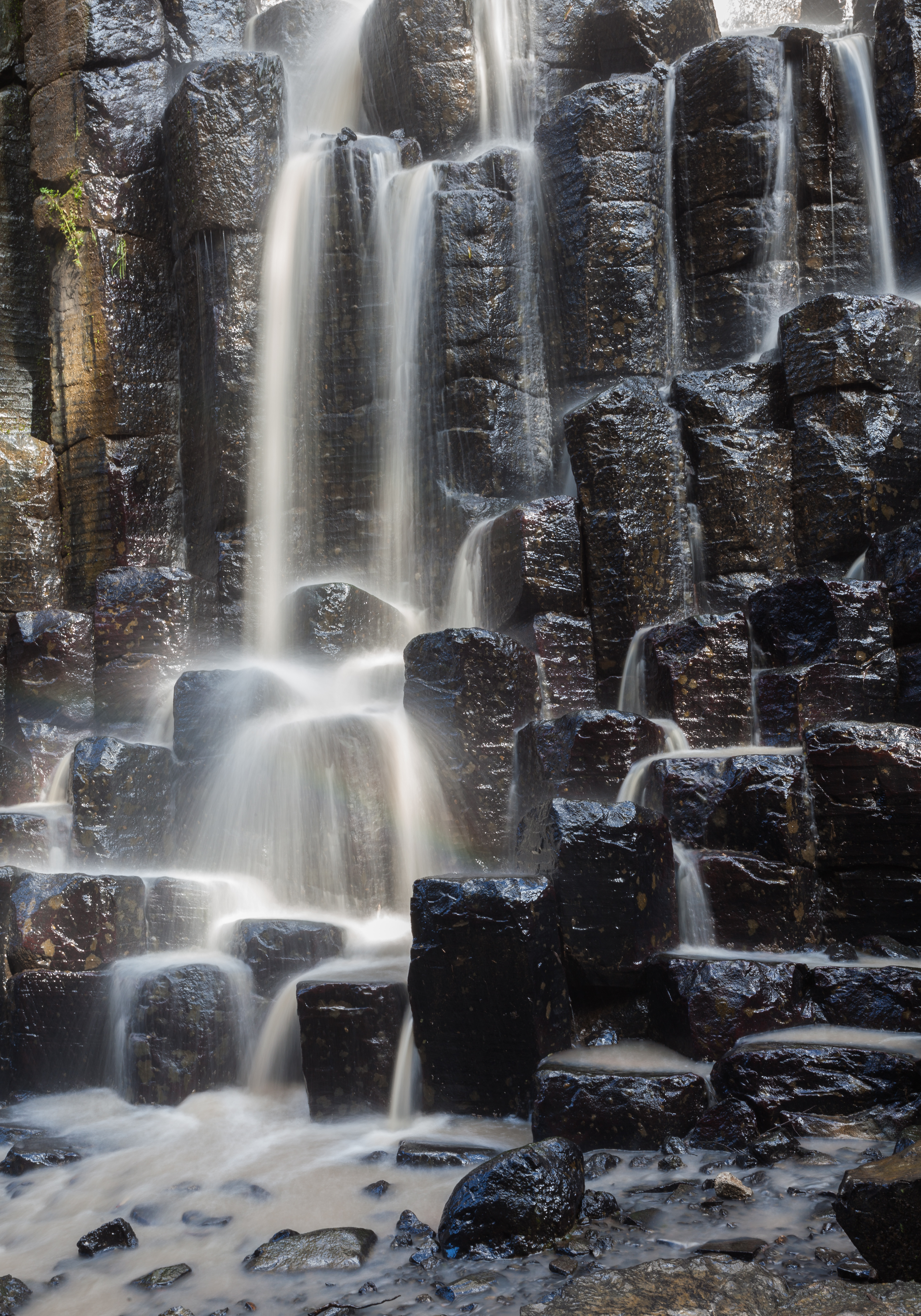